# Die Grundlagen des neunzehnten Jahrhunderts
|  | Dieser Artikel oder Abschnitt wurde wegen inhaltlicher Mängel auf der Qualitätssicherungsseite der Redaktion Geschichte eingetragen (dort auch Hinweise zur Abarbeitung dieses Wartungsbausteins). Dies geschieht, um die Qualität der Artikel im Themengebiet Geschichte auf ein akzeptables Niveau zu bringen. Dabei werden Artikel gelöscht, die nicht signifikant verbessert werden können. Bitte hilf mit, die Mängel dieses Artikels zu beseitigen, und beteilige dich bitte an der Diskussion! |

Die Grundlagen des XIX. Jahrhunderts ist der Name des bekanntesten Werkes des britisch-deutschen Schriftstellers Houston Stewart Chamberlain. Das Buch erschien erstmals 1899, erlebte zahlreiche Neuauflagen und war sein größter Verkaufserfolg. Es wurde seinerseits zu einer ideologischen Grundlage der völkischen Bewegung und des rassistischen Antisemitismus im Deutschland des 20. Jahrhunderts.

## Inhaltsangabe

### Allgemeines
Chamberlain vollendete das über 1200-seitige, in zwei Hälften geteilte Werk in nur 19 Monaten und widmete es Julius Wiesner. Das Buch enthält zahlreiche Zitate und Anspielungen auf Autoren aus dem Umfeld der im 19. Jahrhundert beliebten Rassentheorien, unter anderem wird auch Gobineau und sein Versuch über die Ungleichheit der Menschenrassen erwähnt.
Als Grundgedanke führt der Autor aus, dass die westliche Zivilisation unter dem starken Einfluss der germanischen Völker entstanden sei. Obwohl Chamberlain zur Kenntnis nimmt, dass „von verschiedenen Seiten die Existenz einer arischen Rasse in Frage gezogen wird“, ist er persönlich davon überzeugt, dass alle Europäer – nicht nur Deutsche, sondern auch Kelten, Slawen, Griechen und Latiner – der „arischen Rasse“ angehören, einem Erben der alten proto-indogermanischen Kultur. Die Germanen bzw. Nordländer, durch „Fleiß und Unternehmungsgeist“ gekennzeichnet, stünden demnach an der Spitze dieser Rasse und somit aller anderen Rassen. Fast die Hälfte seiner Grundlagen widmet Chamberlain dem Studium der Antike, wobei Griechenland mit seiner Bedeutung für Philosophie und Kunst, Rom als Begründer von Gesetz und Reichsgedanken sowie die Juden in langatmigen Ausführungen in völkischem Sinne neu interpretiert werden. Dabei werden die alten Griechen und Römer mit den Germanen bzw. der weltbeherrschenden „arischen Rasse“ gleichgesetzt, denen die Juden als negatives Gegenbild gegenübergestellt werden.

### Arier und Juden
Ohne den bei Nietzsche auftretenden Begriff „Übermensch“ oder den nationalsozialistischen Gegenbegriff „Untermensch“ zu verwenden und ohne selbst zur Vernichtung der Juden aufzurufen, präsentiert Chamberlain „den Juden“ als negatives Gegenbild zum verklärten  Deutschtum. Auf zahlreichen Seiten finden sich ausgedehnte, pseudowissenschaftliche Ausführungen über Schädel- und Nasenformen, insbesondere die „Judennase“ bei Amoritern, Kanaanitern, Syrern und Juden. Es wird geschildert, „dass Kinder, die noch keine Ahnung haben, was ein ‚Jude‘ ist, noch dass es überhaupt so etwas gibt, zu heulen anheben, sobald ein echter Rassenjude oder eine Jüdin in ihre Nähe tritt!“ Der „moderne Jude“ erscheint als „Produkt einer Mischung“ zwischen Hethitern, einem Stamm des „Homo syriacus“, und dem „wahren Semiten“, d. h. dem arabischen Beduinen. Jesus Christus habe zwar der jüdischen Religion angehört, entstamme jedoch wahrscheinlich nicht dem jüdischen Volk. Chamberlain gesteht gewissen Juden „Adel im vollsten Sinne des Wortes“ zu. Auch der Widmungsträger Julius Wiesner, Rektor der Universität Wien, war jüdisch. Gleichzeitig betonen Die Grundlagen jedoch die Unfähigkeit der Juden bzw. Semiten zu staatlichem Aufbau und ihre Unterlegenheit gegenüber der arischen Rasse.

„Gewisse Anthropologen hatten uns belehren wollen, alle Menschenrassen seien gleichbegabt; wir wiesen auf das Buch der Geschichte hin und antworteten: das lügt ihr! [...] Körperlich und seelisch ragen die Arier unter allen Menschen empor; darum sind sie von Rechts wegen die Herren der Welt. [...] Erzählen uns nicht alle Historiker, dass die Semiten und Halbsemiten trotz ihrer grossen Intelligenz niemals einen dauernden Staat zu bilden vermochten, und zwar weil stets Jeder die ganze Macht an sich zu reissen bestrebt war, somit zeigend, dass sie nur für Despotie und Anarchie, die beiden Gegensätze der Freiheit, Befähigung besassen?“

### Weiteres
Im fünften Kapitel des zweiten Teils „Politik und Kirche“ kritisiert Chamberlain den jahrhundertealten, von der katholischen Kirche ausgeübten Beichtzwang, vermisst eine vollständige Trennung von Kirche und Staat und schildert den russischen Minister und Vorsitzenden des Heiligsten Synods Pobedonoszew als „vollendeten Typus eines Reaktionärs“. Im Kapitel „Fortschritt und Entartung“ stellt sich der Autor gegen den Darwinismus. Im Zusammenhang mit dem zu seiner Zeit populären Sozialdarwinismus spricht er von „Entwickelungsmanie und... pseudowissenschaftliche[m] Dogmatismus unseres Jahrhunderts“ und bezeichnet die Evolutionstheorie von Herbert Spencer und den bei John Fiske beschriebenen Kampf ums Dasein als „summarische Weltanschauung“.
Das Kapitel „Bedeutung von Rasse“ beginnt wie folgt:

„Wer einer ausgesprochenen, reinen Rasse angehört, empfindet es täglich.“

## Rezeption im 20. und 21. Jahrhundert
Die Grundlagen wurden ein Bestseller, das Buch fand 250.000 Käufer. Zu den ersten Bewunderern und Förderern von Chamberlains Werk gehörte Ludwig Woltmann. Ein begeisterter Leser war auch Kaiser Wilhelm II., der Chamberlain 1915 das Eiserne Kreuz verlieh. Drei Jahre nach dem Erscheinen der Grundlagen musste die Frankfurter Zeitung einräumen, das Werk habe „mehr Gärung verursacht als jede andere Erscheinung auf dem Buchmarkt in den letzten Jahren“. In Meyers Konversations-Lexikon, 5. Auflage von 1905, werden neben anderen Werken Chamberlains auch die Grundlagen an prominenter Stelle erwähnt. In der zweiten Auflage des Musik-Lexikons von Hans Joachim Moser (1943) findet sich folgende Beschreibung des Autors: „Ch. war in einem großartigen Sinne Dilettant; anregungsreicher Polyhistor, originell in der Blickart, aber auch durch den weiteren Abstand von den Objekten geneigt, sie einem starken Deutungswillen zu unterwerfen. Seine Weltanschauung wirkte befruchtend auf die deutsche Musikpolitik der Gegenwart.“
Mit dem Zerfall religiöser Gewissheiten im Gefolge der Aufklärung und mit der schwindenden Plausibilität rein philosophisch begründeter Geschichtstheorien war der Orientierungsbedarf des Bildungsbürgertums im Verlauf des 19. Jahrhunderts kontinuierlich gewachsen. Dies erklärt den immensen Verkaufserfolg eines Buches mit dem Titel Die Grundlagen des 19. Jahrhunderts. Alfred Rosenbergs Hauptwerk, Der Mythus des 20. Jahrhunderts, war als Fortsetzung von Chamberlains Grundlagen konzipiert. 1928, ein Jahr nach dem Tod Chamberlains, veröffentlichte Rosenberg ein Buch unter dem Titel Houston Stewart Chamberlain als Verkünder und Begründer einer deutschen Zukunft. Bis 1944 erlebten die Grundlagen 24 Neuauflagen, die in fast jährlichem Rhythmus erschienen. Der mexikanische Anthropologe Juan Comas (1900–1979) wies 1951 in einem Bericht der UNESCO darauf hin, dass die rassistischen Thesen Gobineaus in Chamberlains Werk  eine offen nationalistische Wendung erfahren, und dass europäische Zivilisation, auch in slawischen und lateinischen Ländern, das Werk der „teutonischen Rasse“ sei. Zum herausragenden Erfolg des Buches konstatiert Wanda Kampmann: „Man war am Ende des positivistischen Jahrhunderts der Detailforschung und ihrer widersprüchlichen Ergebnisse müde. (…) und dann war es wohl der Kulturenthusiasmus, die Verklärung von Kunst, Kultur und Religion als schöpferische Leistung des germanischen Geistes, die der Bildungschwärmerei einer breiten Leserschicht entgegenkam, ferner die Rassentheorie, die eine unsicher gewordene Generation in ihrem Selbstgefühl stärkte und nicht zuletzt die Überredungskraft, die von Simplifikation jederzeit ausgeht.“
Die jüdische Herkunft des Widmungsträgers, Rektor Julius Wiesner, wird teilweise bis heute bestritten. Sie ist zwar aufgrund der Aktenlage nicht zweifelsfrei zu klären, ist jedoch mehr als wahrscheinlich. In den Neuauflagen der Grundlagen ab 1933 findet sich Chamberlains Widmung nicht mehr an der gewohnten Stelle. Sie wurde von der bis dahin ersten Seite nach dem Titel hinter das Inhaltsverzeichnis gerückt, wo sie leicht übersehen werden konnte. Dies kann nur auf Wunsch der nationalsozialistischen Zensur erfolgt sein. Als zusätzliches Indiz sei dazu angemerkt, dass das Jüdische Museum Wien Julius Wiesner als Juden führt.
Als besondere Schwäche galt im Dritten Reich „Humanitätsduselei“, also schwärmerische, übertriebene Humanitätsanforderungen, was als Begriff schon bei Chamberlain auftaucht. Himmler betonte in seiner ersten Posener Rede am 4. Oktober 1943: „Man wird nach dem Krieg einmal feststellen können, welcher Segen es für Deutschland war, dass wir allen Humanitätsduseleien zum Trotz diese ganze kriminelle Unterschicht des deutschen Volkes in die Konzentrationslager einsperrten.“
In England erschien das Buch 1910 in einer englischen Übersetzung, versehen mit einer Einleitung und einer privat gedruckten positiven Besprechung von Lord Redesdale, Großvater von Unity Mitford, die zu einer Verehrerin Hitlers wurde. Stolz berichtete Redesdale Chamberlain, dass Winston Churchill das Buch offen auf seinem Schreibtisch liegen hatte und es ihm gegenüber überschwänglich lobte. In einer Ausgabe von The Fabian News von 1911 erklärte George Bernard Shaw, das Buch sei „wirklich ein großartiges Manifest, das alle Fabier lesen sollten.“

„Das fast Paradoxe an diesem Ablauf ist, daß Chamberlains Werk selbst keineswegs „barbarisch“ anmutet: es zeugt von vielseitigem Wissen; der Autor argumentiert in den historischen Einzelpunkten meist sorgfältig und polemisiert fast durchweg in vornehmer, unpersönlicher Weise gegen das, was er als einen anderen, konträren und nicht alle menschlichen Möglichkeiten erschöpfenden Weltanschauungs- und Rassentyp sieht. Auch ist sein Rassenbegriff selbst durchaus nicht plump biologisch. Gobineau beispielsweise, der „reine Rasse“ als etwas Gegebenes betrachtet, nicht als etwas Aufgegebenes, zu Erkämpfendes, wird scharf kritisiert. Die Frage ist, wie dieses romantisch-schwärmerische Buch eine Haltung inaugurieren konnte, die bald darauf in Bestialität endete.“